# Camacite
A camacite é um mineral. Trata-se de uma liga de ferro e níquel, usualmente nas proporções 90:10 ou 95:5 embora possam estar presentes impurezas como o cobalto ou carbono. Na superfície da Terra ocorre de forma natural apenas em meteoritos. Tem lustre metálico, cor cinza e não apresenta clivagem apesar da estrutura hexaoctaédrica isométrica. Tem densidade próxima de 8 g/cm³ e a sua dureza é 4 na escala de Mohs.
O nome foi criado em 1861 e deriva do grego kamask (ripa ou viga). É um dos principais constituintes dos meteoritos metálicos (octaedritos e hexaedritos). Nos octaedritos encontra-se em bandas entrelaçada com tenite formando padrões de Widmanstätten. Em hexaedritos são muitas vezes observadas finas linhas paralelas chamadas linhas de Neumann, as quais são evidência de deformação estrutural de placas de camacite adjacentes devido ao choque de impactos.
Por vezes a camacite pode ser encontrada tão misturada com a tenite que é difícil distingui-las visualmente, formando plessite. O maior cristal de camacite documentado media 92x52x23 cm3.